# You Lost Me
«You Lost Me» (с англ. — «Ты потерял меня») — третий сингл американской певицы Кристины Агилеры из её шестого студийного альбома Bionic (2010), выпущенный 27 июня 2010 года. Певица также выступила и автором песни.
Сингл получил множество положительных отзывов от критиков, которые отметили огромный вокальный диапазон Агилеры и мощную манеру исполнения, но посчитали, что песне не хватает той динамики, которая была в её прошлых балладах.
Песня не была коммерчески успешной в США, став первым синглом певицы, не попавшим в чарт «Billboard Hot 100».

## Позиции в чартах
| Чарты (2010)                        | Пиковые позиции |
| ----------------------------------- | --------------- |
| Belgium (Ultratop Wallonia)         | 19              |
| Netherlands (Mega Single Top 100)   | 91              |
| Slovakian Airplay Chart             | 78              |
| US Adult Contemporary (Billboard)   | 28              |
| US Hot Dance Club Songs (Billboard) | 1               |

## Список композиций
| - Digital download 1. «You Lost Me» (Radio Remix) — 4:19 - CD Single 1. «You Lost Me» (Radio Remix) — 4:19 2. «You Lost Me» (Hex Hector Mac Quayle Radio Edit) — 3:37 - Digital EP 1. «You Lost Me» (Radio Remix) — 4:19 2. «You Lost Me» (Hex Hector Mac Quayle Radio Edit) — 3:37 3. «Not Myself Tonight» (Laidback Luke Radio Edit) — 3:39 - UK Digital EP 1. «You Lost Me» (Radio Remix) — 4:19 2. «You Lost Me» (Hex Hector Mac Quayle Radio Edit) — 3:37 3. «Not Myself Tonight» (Laidback Luke Radio Edit) — 3:39 4. «You Lost Me» (Music Video) — 4:25 | - Digital Single 1. «You Lost Me» (Radio Remix) — 4:19 2. «You Lost Me» (Hex Hector/Mac Quayle Mix Radio Edit) — 3:37 - Digital remix — Dub 1. «You Lost Me» (Hex Hector/Mac Quayle Remix Dub Edit) — 6:57 - Digital remix — radio edit 1. «You Lost Me» (Hex Hector/Mac Quayle Mix Radio Edit) — 3:37 - Digital remix — club mix 1. «You Lost Me» (Hex Hector/Mac Quayle Extended Club Mix) — 6:53 |